# M34 (spårvagn)
M34 är en 45 meter lång version av Göteborgs spårvagnsmodell M33. 40 vagnar av typ M34 beställdes i september 2021 för leverans under åren 2024–2027. Ytterligare 20 vagnar beställdes i maj 2022, och sammanlagt kommer 60 stycken spårvagnar av typ M34 att levereras. Dessa kommer att få nummer 601–660. Samtliga M34:or är enkelriktade, till skillnad mot M33 där 10 av 40 vagnar är  dubbelriktade (förarhytt båda ändar). 
Den 19 januari 2025 klockan 05.31 avgick premiärturen från Frihamnen med vagn 603 på linje 11 mot Bergsjön.

## Leveranser
Den första vagnen (601) ankom till Göteborg på torsdagskvällen den 22 augusti 2024, och den andra (602) den 25 oktober 2024. Båda beräknades då tas i trafik vid tidtabellsskiftet i december 2024. Detta behövde dock skjutas fram till januari 2025 då även vagnarna 603 samt 604 hade levererats och blivit körklara. Men då kunde vagn 601, på grund av tekniska fel, inte tas i trafik samtidigt som de övriga tre. Leveranserna totalt sett av M34 är planerad att ske enligt följande:
| År   | Antal | Utfall |
| ---- | ----- | ------ |
| 2024 | 6     | 4      |
| 2025 | 20    | 6      |
| 2026 | 20    |        |
| 2027 | 14    |        |

| Vagn | Leveransdatum | Första trafikdag | Anmärkning |
| ---- | ------------- | ---------------- | ---------- |
| 601  | 2024-08-23    | 2025-02-27       |            |
| 602  | 2024-10-25    | 2025-01-19       |            |
| 603  | 2024-11-15    | 2025-01-19       |            |
| 604  | 2024-12-13    | 2025-01-29       |            |
| 605  | 2025-02-07    | 2025-03-28       |            |
| 606  | 2025-02-21    | 2025-03-18       |            |
| 607  | 2025-03-18    | 2025-04-24       |            |
| 608  | 2025-04-17    | 2025-05-27       |            |
| 609  | 2025-05-23    | 2025-06-24       |            |
| 610  | 2025-06-19    | 2025-07-24       |            |

## Tekniska problem
- Redan den 3 februari 2025, efter att de bara hade rullat i cirka två veckor, fick samtliga vagnar tillfälligt tas ur trafik.[8] Detta berodde på att de på grund av ett programvarufel drog för mycket ström. Efter drygt tre veckor var felet åtgärdat och vagn 601 blev sedan den första att åter tas i trafik den 27 februari 2025.